# Micheletto Attendolo
Micheletto (ou Michele) Attendolo da Cotignola (Cotignola, v. 1370 -  Pozzolo Formigaro, v. 1463) est un condottiere italien du XVe siècle qui joua un rôle de premier plan dans la guerre opposant les Angevins aux Aragonais dans le royaume de Naples au milieu du siècle.

## Biographie
Né à Cotignola, en Émilie-Romagne, Micheletto Attendolo est issu d'un lignage de la petite noblesse fortunée qui se consacre à l'agriculture et au métier des armes. Il apprend le métier des armes auprès de Boldrino de Panicale, un condottiere du pape. Il rejoint la condotta di San Giorgio d'Alberico da Barbiano. Il quitte la condotta et offre ses services à Francesco Borgia qui lui confie 200 cavaliers pour combattre les Visconti face aux remparts de Pérouse.
Il est le chef de la condotta de la confraternité des Laïques d'Arezzo et un cousin du plus célèbre Muzio Attendolo Sforza. Avec ce dernier et Francesco Sforza, il est emprisonné à Naples en décembre 1415 par la reine Jeanne II de Naples au service de laquelle il combat en 1424 dans les Abruzzes contre Braccio da Montone. Après la noyade de Muzio, il commande l'avant-garde de l'armée lors de la bataille d'Aquila.
Il se bat au service du pape Martin V avant 1430 pour reprendre le domaine convoité par le condottiere Bracio di Montone. Il rejoint son adversaire Bracio da Montone avec 400 cavaliers et 200 fantassins.
Au service du  pape Martin V et de la République florentine, son attaque est décisive lors de la Bataille de San Romano en 1432 contre les Siennois. Il devient gouverneur général de la commune de Florence qui lui offre un contrat très salutaire la même année. Ce contrat précise qu'il détient le pouvoir de justice civile et criminelle sur ses troupes et qu'il a le droit d'administrer et de lever les taxes sur les territoires conquis avant l'installation du gouvernement. Les Florentins servent d'intermédiaire auprès du pape et de la reine de Naples pour qu'il retrouve la pleine possession de ses terres. Le montant de son salaire mensuel est fixé à 1 000 florins auxquels il faut ajouter 9 000 pour l'entretien de sa condotta.
Avec Francesco Sforza, il passe au service du pape Eugène IV prenant la tête de 1500 cavaliers et 900 fantassins. Après la signature du traité entre le pape Eugène IV et Jeanne en 1434, Micheletto Attendolo est nommé Gran Conestabile du royaume de Naples. En 1435, il entre au service de René d'Anjou, prétendant au royaume de Naples. Il choisit alors le camp des Angevins car il a intérêt à défendre des fiefs accordés jadis par la reine Jeanne. De 1436 à 1438, il participe à la campagne de Calabre et est nommé vice-roi de Calabre. Il remporte contre Niccolò Piccinino la bataille d'Anghiari en 1440. L'année suivante, il remplace Gattamelata comme chef suprême de l'armée vénitienne. En 1446, il remporte un succès important, saisissant 4 000 cavaliers ainsi que les munitions et les équipages ennemis. Il affronte Sforza, qui conduit l'armée de la République Ambrosienne de Milan à la bataille de Caravaggio le 15 septembre 1448 où il est sévèrement vaincu après avoir affronté 12 000 cavaliers et 5 000 fantassins aux ordres de  Ludovico Gonzaga, Bartolomeo Colleoni, Carlo Fortebracci et Gentile da Leonessa, fameux condottieri .
Après ce revers dont il s'échappe par miracle, Attendolo perd son poste et est confiné à Conegliano. Vieux et oublié, il meurt dans son fief de Pozzolo Formigaro (Piémont) en 1463.

## Organisation de sacondotta
Michele Attendolo est un condottiere allié à ses employeurs qui lui procurent une protection politique, un logement et la subsistance pour la troupe en temps de guerre comme en temps de paix. Cette situation est pour l'époque très innovante et rapproche sa condotta d'une armée de métier.
Sa condotta est une véritable armée privée de 512 condottières mineurs dont une centaine restent plus de dix ans à ses côtés. Cette redoutable troupe de combattants est parfaitement équipée.
Francesco di Viviano, marchand lainier, en est le gestionnaire  Il apure les comptes, recettes et dépenses, pendant ses campagnes, et enregistre les contrats d'embauche des soudoyés. Il écoule la majeure partie de la production des textiles tissés dans son atelier auprès de la troupe. On calcule qu'environ 70 % des pièces de tissus sont vendues aux soldats de 1429 à 1436. À partir de 1439, il en devient l'unique agent comptable.

## Sources
- (en) Cet article est partiellement ou en totalité issu de l’article de Wikipédia en anglais intitulé « Micheletto Attendolo » (voir la liste des auteurs).